# منطقة كاغو
منطقة كاغو أو منطقة جاو أو منطقة غاو تقع نوبشرق مالي , وتبلغ مساحتها 170,572 كيلو متر مربع , وعاصمتها مدينة كاغو. تعد منطقة كاغو جزء من إقليم أزواد، الذي أعلنت الحركة الوطنية لتحرير أزواد أنه دولة مستقلة عن مالي خلال ثورة الطوارق عام 2012 . بعد معركة واحدة خسرت الحركة الوطنية لتحرير أزواد سيطرتها عليها لصالح الجماعات الإرهابية . جرت عدة معارك أخرى في منطقة كاغو خلال التدخل الفرنسي في أزواد 2013 , وخاصة في مدينة كاغو.

## الحدود
يحد منطقة كاغو من الغرب منطقة تمبكتو، ومن الشمال منطقة كيدال، ومن الشرق والجنوب دولة النيجر، ولها جزء صغيرا جدا من الحدود الجنوبية مع دولة بوركينا فاسو .

## السكان
عدد سكان منطقة كاغو يبلغ 544,120 نسمة حسب إحصاء عام 2009 , ويسكن المنطقة عدد من العرقيات , هي : الطوارق , والسونغاي , والفلاته

## التقسيمات الإدارية

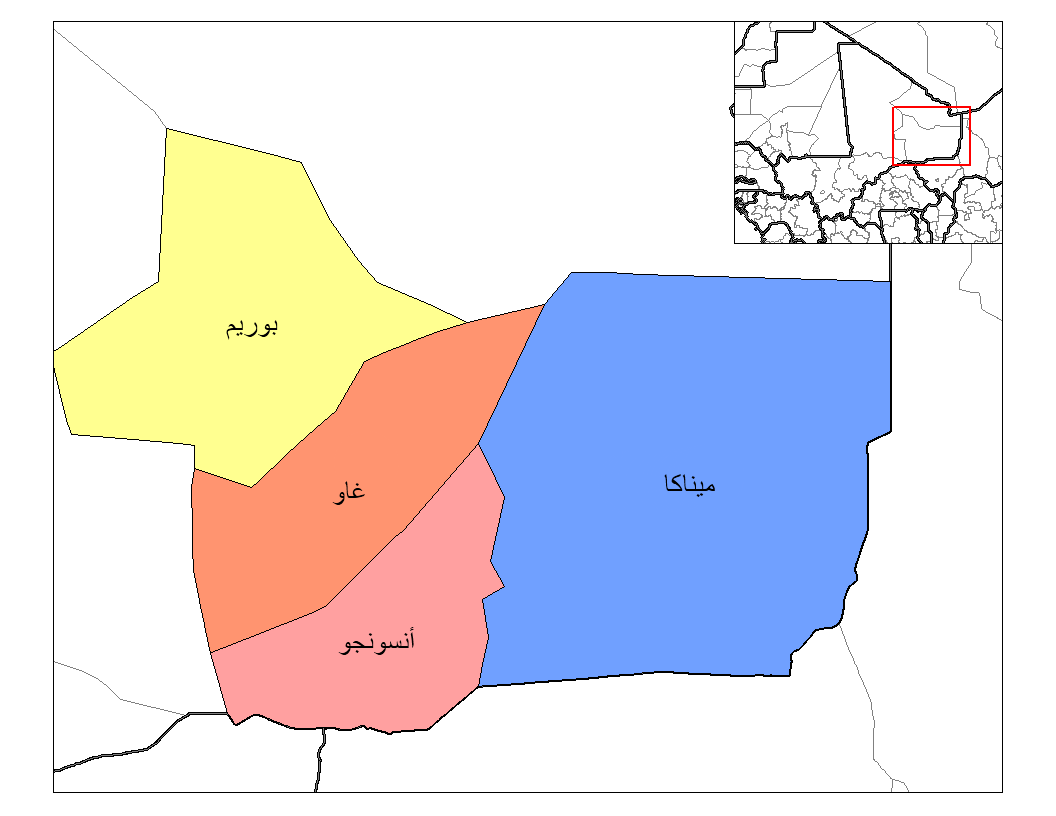
دوائر منطقة كاغو

تقسم منطقة كاغو إلى ثلاث دوائر وهي : كاغو وبورم وإنسونغو .

## التاريخ
تشكل منطقة كاغو سابقا الجزء الشرقي بأكمله من مالي , ولكن في عام 1991 م تم فصل النصف الشمالي من منطقة كاغو ليصبح منطقة جديدة , وهي منطقة كيدال .